# Texas Instruments TI-99/4
Beim Texas Instruments TI-99/4 (kurz TI-99/4) handelt es sich um einen Heimcomputer des US-amerikanischen Technologiekonzerns und Ende der 1970er Jahre weltweit führenden Halbleiterherstellers Texas Instruments (TI). Der mit einem für damalige Verhältnisse sehr leistungsstarken 16-Bit-Hauptprozessor, 16 Kilobyte Arbeitsspeicher (RAM), 31 Kilobyte Festspeicher (ROM) sowie Spezialbausteinen für die Bild- und Tonausgabe ausgestattete Rechner wurde im Juni 1979 auf der Summer Consumer Electronics Show in Chicago der Weltöffentlichkeit vorgestellt.
Der TI-99/4 war wegen Problemen bei der Herstellung sowie der Funkentstörung erst ab Anfang 1980 auf dem nordamerikanischen Markt erhältlich. In Europa kam der Rechner erst in der zweiten Hälfte des Jahres 1980 auf den Markt und war zunächst nur in einer für die dort üblichen PAL-Fernsehgeräte untauglichen NTSC-Version zu erwerben. Später wurde auch eine PAL-Version in Europa angeboten. Durch die späte Markteinführung der PAL-Version des TI-99/4 ist das Nachfolgemodell TI-99/4A wesentlich bekannter und verbreiteter als der TI-99/4.
Die technikgeschichtliche Relevanz des TI-99/4 besteht darin, dass er der erste für Privatanwender konzipierte 16-Bit-Heimcomputer ist. Wegen des hohen Preises sowie einiger technischer Defizite verkaufte sich der Rechner aber nur schleppend. Insgesamt wurden ca. 20.000 Einheiten des ersten Heimcomputers von Texas Instruments verkauft. Im Sommer 1981 wurde der TI-99/4 durch eine technisch modifizierte, leistungsstärkere Version mit der Modellbezeichnung TI-99/4A abgelöst.

## Unterschiede zum Nachfolgemodell TI-99/4A
Zwischen dem TI-99/4 und seinem Nachfolger TI-99/4A gab es im Wesentlichen folgende Unterschiede:
- Der TI-99/4A hatte eine größere und bessere Tastatur, die beim TI-99/4 praktisch nur aus Knöpfen bestand, wie man sie bei einem Taschenrechner findet. Durch die kleinere Tastenanzahl und die fehlende Unterscheidung von Groß- und Kleinbuchstaben bedingt, wurden beim TI-99/4 einige Steuerungsfunktionen nicht in Kombination mit der Strg- oder Ctrl-Taste, sondern in Kombination mit der Umschalttaste (Shift) bedient. Dies verlangte von Personen, die gewohnt waren, die Hochstelltaste zum Schreiben von Großbuchstaben zu verwenden, eine hohe Disziplin, denn ein falscher Tastengriff konnte folgenschwere Auswirkungen haben (Beispiele: ⇧-C bewirkte einen Programmabbruch, ⇧-Q einen Neustart des Computers).
- Der Copyright-Vermerk auf dem Begrüßungsbildschirm des TI-99/4 war mit der Jahreszahl 1979 versehen, während beim TI-99/4A das Jahr 1981 angegeben war.
- Zusätzlich zu TI BASIC war im TI-99/4 ein Programm zur Berechnung algebraischer Ausdrücke namens "Equation Calculator" integriert. Hierdurch ist erklärbar, warum der TI-99/4 ein 5 KB größeres ROM benötigte.
- Während im TI-99/4 der Grafikprozessor TMS9918 eingebaut war, wurde im TI-99/4A der TMS9918A mit einem zusätzlichen Darstellungsmodus verwendet.
- Der TI-99/4 konnte nur Großbuchstaben annehmen und anzeigen, der TI-99/4A auch Kleinbuchstaben.
- Im Gegensatz zum TI-99/4A war der TI-99/4 mit Kopfhöreranschluss und/oder Lautsprecher ausgestattet. Dort, wo frühere Versionen des TI-99/4A das längliche Aluminiumschildchen mit dem Aufdruck "Solid State Software" hatten, befand sich beim TI-99/4 der Schieberegler für die Lautstärkeeinstellung. Die Platine mit dem dafür notwendigen Verstärker befand sich unter der Schachtabdeckung.
- Das Netzteil des TI-99/4 war von der Form her deutlich größer als das des TI-99/4A, denn es enthielt außer dem Transformator zusätzlich noch die Platine mit Gleichrichter und Spannungsreglern. Beim TI-99/4A befand sich diese Platine unter der Abdeckung des Modulschachtes und ersetzte somit dort die Platine des Verstärkers vom TI-99/4.
- Da das Netzteil des TI-99/4A also ungeregelten Wechselstrom lieferte, das des TI-99/4 hingegen geregelten Gleichstrom, wurde als Schutz auch der Anschlussstecker modifiziert. Er passte zwar weiterhin mechanisch, stellte aber elektrisch nur beim TI-99/4A einen Kontakt her.
- Der Modulschacht war beim TI-99/4 anders gestaltet als beim TI-99/4A.

Ansonsten waren der TI-99/4 und TI-99/4A weitgehend gleich aufgebaut, so dass sich weitere Details zum TI-99/4 dem Artikel zum TI-99/4A entnehmen lassen.

## Peripheriegeräte

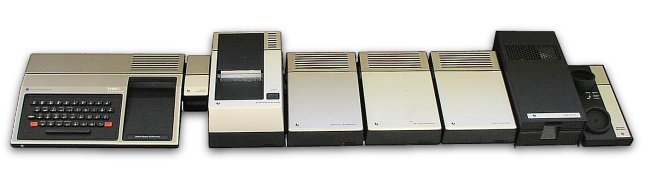
Ein TI-99/4 mit allen Peripheriegeräten, die in Form von Sidecars erhältlich waren (von links: Speech Synthesizer, Nadeldrucker, Speichererweiterung, RS-232-Schnittstelle, Laufwerkscontroller, 5¼-Zoll-Diskettenlaufwerk und Modem)

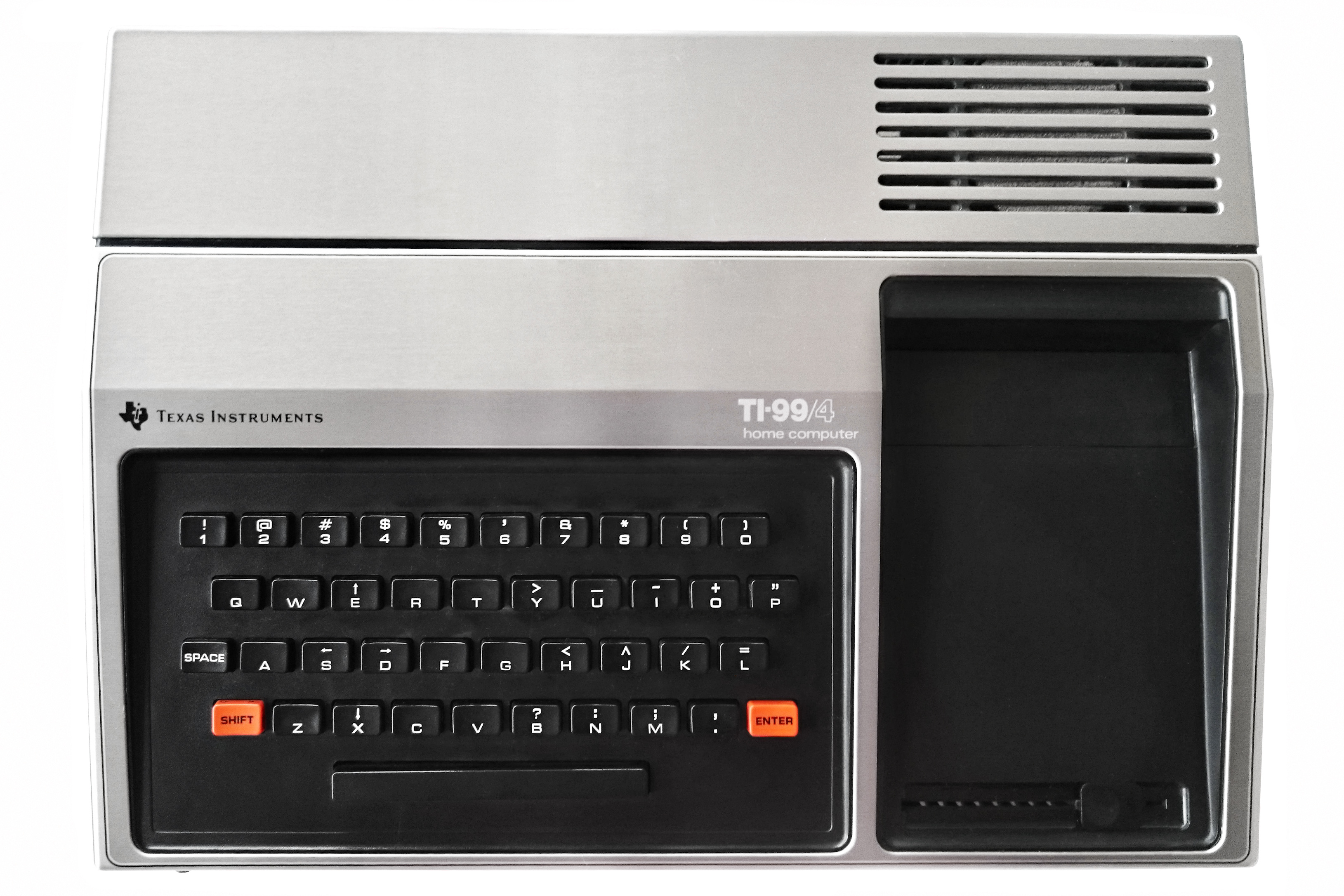
Ein für den europäischen Markt gefertigtes Modell des TI-99/4 mit Lautsprecher und Lautstärkeregler

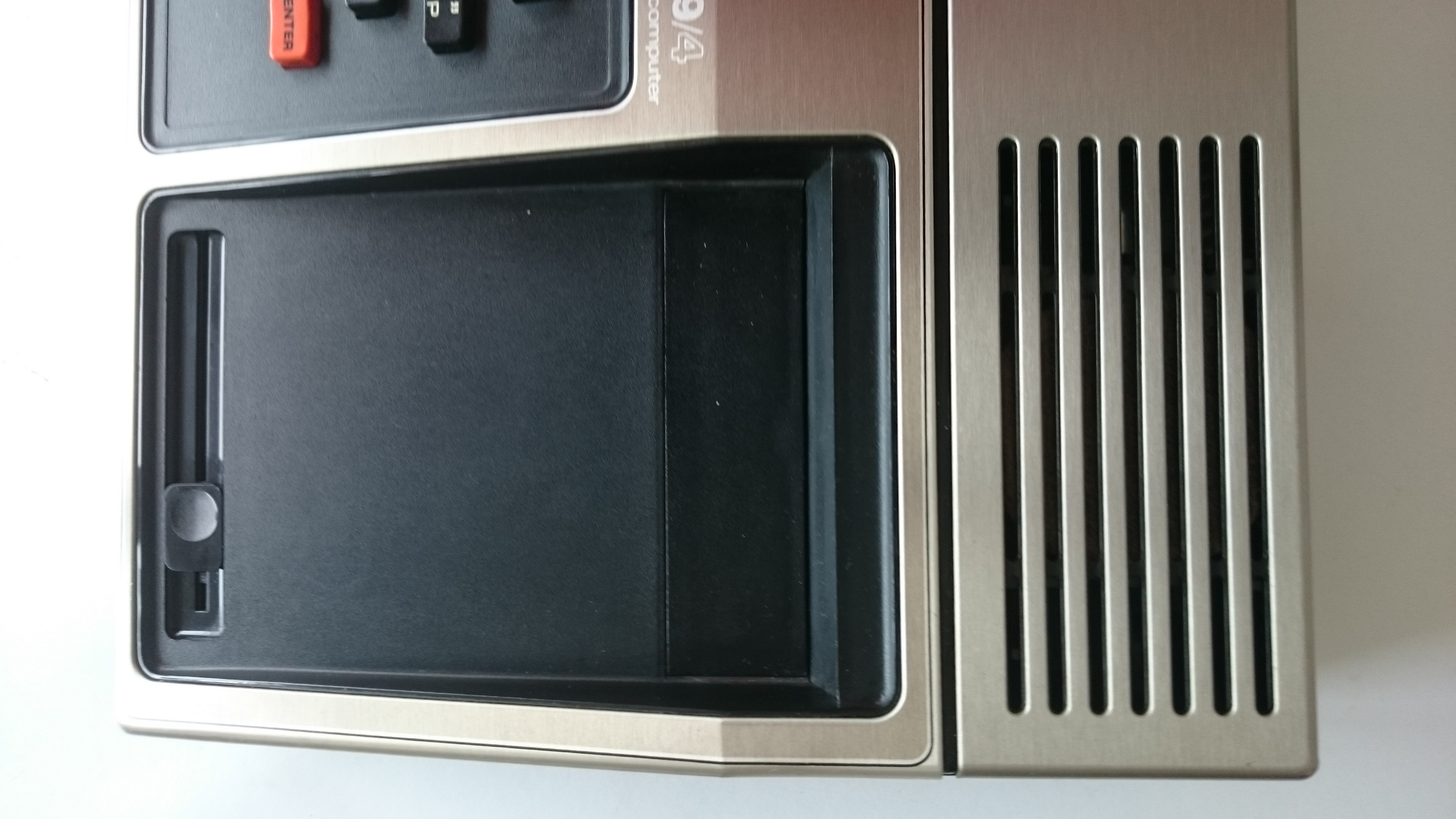
Nahaufnahme von Lautsprecher und Lautstärkeregler (rechte Seite)

Texas Instruments produzierte selbst ab 1980 eine ganze Reihe von Peripheriegeräten, die für den TI-99/4 gedacht waren, aber auch an das Nachfolgemodell angeschlossen werden können. Diese sog. Sidecars haben ein eigenes externes Netzteil, um Hitzeentwicklung im Innern des Gehäuses und eine Überlastung der Stromversorgung des Rechners zu vermeiden. Ausnahmen sind das Modem für den Austausch von Daten mit anderen Computersystemen sowie der Solid State Speech Synthesizer. Darüber hinaus haben alle Peripheriegeräte der ersten Generation einen durchgeschleiften Platinenstecker, sodass bis zu sechs Sidecars im Daisy-Chain-Verfahren gleichzeitig an die Konsole angeschlossen werden können.
Die folgende Auflistung gibt einen Überblick über die von Texas Instruments angebotenen Peripheriegeräte, deren Design an das äußere Erscheinungsbild des TI-99/4 angepasst wurde:
- PHP1100 Wire Remote Control (duale Joysticks)
- PHP1100 Joystick Controller (duale Joysticks mit anderem Design als die Wire Remote Controls)
- PHP1500 Solid State Speech Synthesizer (Erweiterungsmodul für die Ausgabe künstlicher Sprache)
- PHP1600 Telephone Coupler (Modem)
- PHP1700 RS-232 Interface Sidecar (Druckerschnittstelle)
- PHP1800 Disk Drive Controller Sidecar (Steuereinheit des Diskettenlaufwerks)
- PHP1850 Disk Memory Drive (5¼-Zoll-Diskettenlaufwerk)
- PHP1900 Solid State Thermal Printer (Thermodrucker)
- PHA2100 R.F. Modulator (HF-Modulator)
- PHP2200 32 Kilobyte Memory Expansion Sidecar (32-KB-RAM-Speichererweiterung)
- PHP2300 Video Controller (Steuereinheit für einen externen Videorekorder)
- PHP2400 P-Code Peripheral (Pascal-Interpreter)
- PHP2500 80x4 Impact Printer (Nadeldrucker)
- PHP2700 Program Recorder (Programmrekorder)
- PHA4100 10" Color Monitor (10-Zoll-Farbmonitor)

### 5¼-Zoll-Diskettenlaufwerk PHP1850
Das PHP1850 ist in einem rechteckigen Gehäuse aus schwarzem Kunststoff untergebracht, das hinten mit einem Anschluss für das Verbindungskabel und Lüftungsschlitzen zur Kühlung der Elektronik ausgestattet ist. Das Laufwerk hat auf der Vorderseite einen Klappverschluss zur Fixierung der eingelegten Disketten. Sein Floppy-Disk-Controller ist der FD1771 von Western Digital und der magnetische Schreib-Lese-Kopf hat eine mittlere Zugriffszeit von 463 ms. Das Laufwerk läuft mit handelsüblichen 5¼-Zoll-Disketten mit maximal 40 Spuren. Es gestattet das Abspeichern eines Datenvolumens von bis zu 89 KB auf einer Diskettenseite in einfacher Dichte bei variabler Sektorengröße.
Das PHP1850 lässt sich nur in Verbindung mit einer Steuereinheit des Typs PHP1800 betreiben, die den Schreib-Lese-Kopfes positioniert und das Inhaltsverzeichnis der Diskette verwaltet. Darüber hinaus wird das Disk Manager-Steckmodul benötigt, auf dem sich das Diskettenbetriebssystem TI-DOS befindet.
Der Neupreis des PHP1850 lag 1982 bei 499,95 US-Dollar, hinzu kam für den PHP1800 Disk Drive Controller und das im Lieferumfang enthaltene Disk Manager-Steckmodul weitere 299,95 US-Dollar.